# 法伊祖拉·霍贾耶夫
法伊祖拉·乌拜杜拉耶维奇·霍贾耶夫（1896年6月1日（格里历：6月13日）—1938年3月15日），乌兹别克族，苏联党和国家领导人。

## 生平
- 1896年6月1日（格里历：6月13日）出生于沙俄布哈拉的一个富商家庭。
- 1907年被父亲送往莫斯科学习，1913年加入扎吉德运动。
- 1917年2月-1920年9月，青年布哈拉党中央委员。其间，1918年3月-6月，青年布哈拉党中央委员会主席。
- 十月革命期间，加入塔什干苏维埃推翻布哈拉埃米尔穆罕默德·阿里木的起义，失败后被判处死刑，逃往塔什干。
- 1918年初，布哈拉起义筹备委员会主席。后在逃往苏俄的途中被捕。获释后前往莫斯科。
- 1919年，返回塔什干，领导青年布哈拉党。
- 1920年1月-9月，青年布哈拉党中突厥斯坦局成员。8月-9月，布哈拉革命委员会成员。1920年9月加入俄共（布）。
- 1920年9月，在苏联红军推翻穆罕默德·阿里木的布哈拉行动成功后返回布哈拉。
- 1920年9月-1924年10月，布哈拉人民苏维埃共和国人民委员会主席。其间，1920年9月-1921年，兼任布哈拉人民苏维埃共和国外交人民委员会主席；1921年4月-8月，布哈拉人民苏维埃共和国军事人民委员会主席；1921年12月-1922年5月，全俄中央执行委员会突厥斯坦委员会委员，俄罗斯人民委员会委员；1922年担任布哈拉内部人民委员；4月任东布哈拉阵线革命军事委员会成员，布哈拉革命军事委员会成员，军事人民委员会委员；5月，俄共（布）中亚局成员；1923年6月，东布哈拉革命军事委员会主席；12月，布哈拉国防委员会主席。
- 1924年11月-1925年2月，乌兹别克苏维埃社会主义共和国革命委员会主席。
- 1925年2月-1937年6月，乌兹别克苏维埃社会主义共和国人民委员会主席；乌共（布）中央委员；乌共（布）中央执行委员会委员。1925年5月，当选苏联中央执行委员会主席团成员。1925年9月-1926年5月，突厥斯坦军区革命军事委员会成员。
- 1937年6月17日，乌共（布）九大闭幕后，霍贾耶夫被开除党籍和公职。7月9日，在塔什干被捕。
- 1938年3月，作为被告参与第三次莫斯科审判。他被控托派分子，外国间谍。3月13日被判处死刑。3月15日于莫斯科科穆纳尔卡射击场执行，终年42岁。
- 1965年平反。

## 荣誉
- 两次红旗勋章
- 布哈拉一级红星勋章
- 列宁勋章

## 纪念
- 在霍贾耶夫的提议下，撒马尔罕建立了一家医院，并于1960年代树立了一座纪念碑。
- 布哈拉霍贾耶夫故居博物馆。
- 在苏联时期，撒马尔罕，布哈拉，沃布肯特，塔什干的许多街道都以霍贾耶夫的名字命名。